# Thunder in Dixie
Thunder in Dixie är en amerikansk dramafilm från 1964 i regi av William T. Naud med bland andra Harry Millard, Judy Lewis och Mike Bradford i huvudrollerna. 

## Handling
Nascarföraren Mickey Arnold lever drömlivet med en framgångsrik karriär och en vacker hustru vid namn Lilly. Men när det uppenbaras att hustrun varit otrogen med Mickeys bäste vän och racingkollega Ticker Welsh vänds hans värld upp och ned. Triangeldramat når sin våldsamma kulmen på racingbanan där Mickey och Ticker gör upp om Lillys hand.

## Rollista (i urval)
| Roll          | Skådespelare  | Not                        |
| ------------- | ------------- | -------------------------- |
| Mickey Arnold | Harry Millard |                            |
| Lilly Arnold  | Judy Lewis    |                            |
| Ticker Welsh  | Mike Bradford |                            |
| Karen Hallet  | Nancy Berg    |                            |
| Ben Forrest   | Ted Erwin     | Krediterad som "Ted Irwin" |
| Link Dugan    | Richard Kuss  |                            |